# ソウル南大門警察署
ソウル南大門警察署（ソウルナムデムンけいさつしょ）は、ソウル地方警察庁所管の警察署である。

## 管轄区域
- 中区のうち中林洞、小公洞、会賢洞、明洞

## 沿革
- 1959年11月25日 - 南大門警察署開所。中部警察署から一部派出所を移管。
- 2001年12月27日 - ソウル南大門警察署に名称変更

## 組織
- 署長（総警）
- 聴聞監査官
  - 聴聞監査官室
- 警務課
  - 警務係
  - 経理係
  - 情報通信係
- 生活安全課
- 捜査課
- 刑事課
- 交通課
  - 交通管理係
  - 交通捜査係
  - 交通安全係
- 警備課
- 情報課
  - 情報1係
  - 情報2係
- 保安課
  - 保安係
  - 外事係

## 管轄派出所

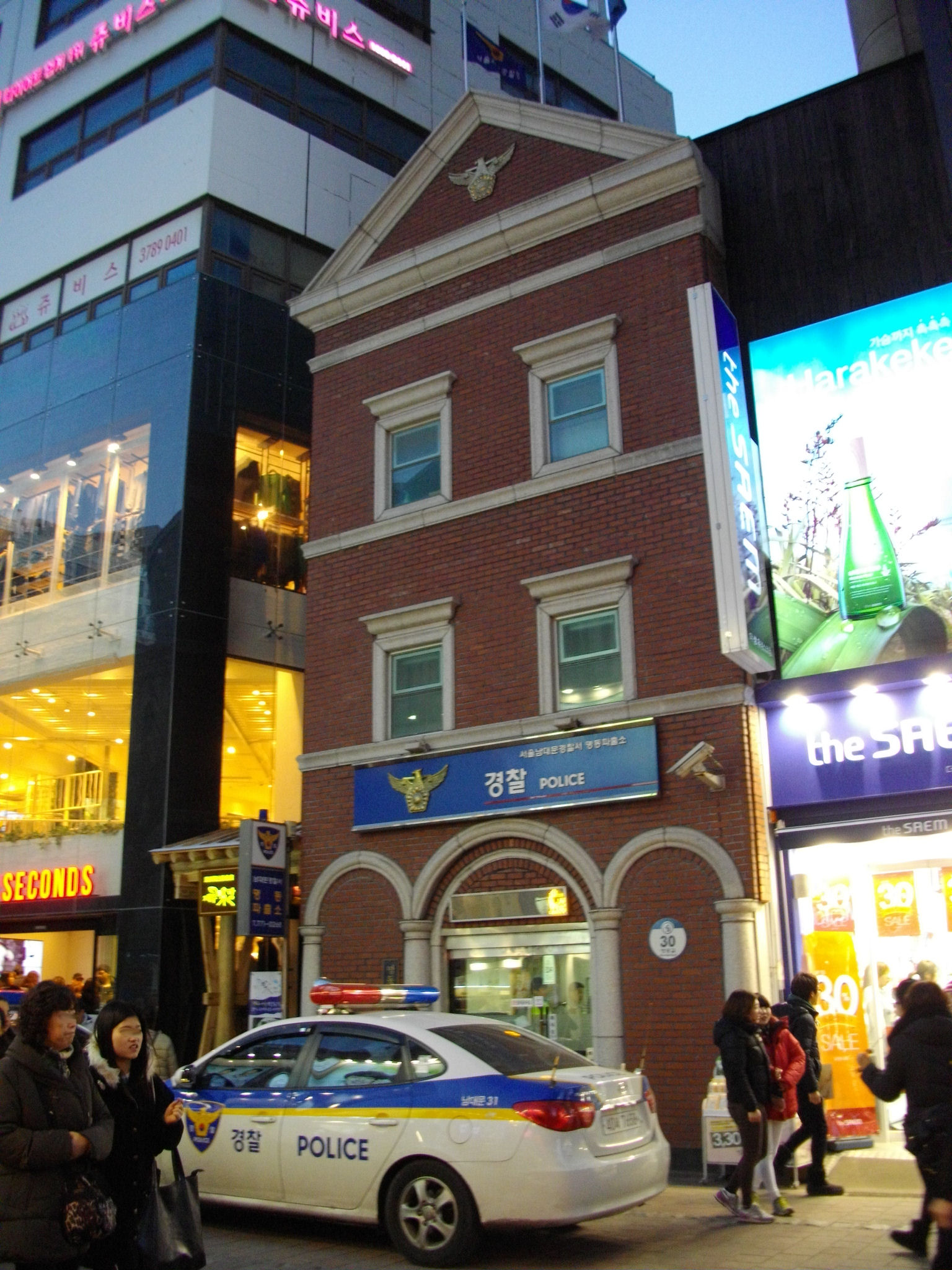
明洞派出所

- 太平路派出所
- 西小門派出所
- ソウル駅派出所
- 会賢派出所
- 南大門派出所
- 中林派出所
- 明洞派出所

## 管轄治安センター
- 北倉治安センター